# Битва при Урфе
Битва при Урфе — сражение, которое произошло между державой Ак-Коюнлу и Мамлюкским султанатом в августе 1480 года в Урфе (территория современной Турции). Причиной послужило вторжение мамлюков на территорию Ак-Коюнлу для захвата Урфы. В ходе битвы войска Ак-Коюнлу нанесли поражение мамлюкам.

## Предыстория и ход битвы
Мамлюкский султанат был одним из внешних угроз для державы Ак-Коюнлу правителем которой был Султан Ягуб. Мамлюкский правитель Кайт-бей воспользовался смертью предводителя Ак-Коюнлу Узун Хасана и отправил 100 тысячное войско под командованием Амира Яш-бея, чтобы те захватили Урфу. Амир Яш-бей в 1480 году перешёл реку Евфрат и начал осаду Урфы. Правитель державы Ак-Коюнлу Султан Ягуб вскоре был информирован об этом и он отправил армию под командованием Баяндур-бека и Халила-бека для защиты Урфы. Мамлюкские солдаты которые узнали о приближении войск Ак-Коюнлу к городу посоветовали своему командиру Амиру Яш-бею отступить, но последний их не послушал. Таким образом мамлюкская армия предстала перед армией Ак-Коюнлу. Правой частью мамлюкской армии командовал Кансу Яхяви(глава Дамаска), левой частью командовал Оздемир (Глава Алеппо) и центральной частью армии командовал Амир Яш-бей. Битва закончилась победой Ак-Коюнлу в ходе которого мамлюкские войска были полностью разгромлены. Амир Яш-бей, Кансу Яхяви и Оздемир были взяты в плен. После совещания Амир Яш-бей был казнен. Голова казненного Амира Яш-бея была отправлена Султану Ягубу. Мамлюкский султанат после этой битвы получил тяжелый удар и после потери командующих войсками, государство сильно ослабло.